# Huatiac
Huatiac es una localidad peruana ubicada en el distrito de Copa, perteneciente a la provincia de Cajatambo del departamento de Lima, al centro oeste del Perú. 

## Ubicación
Huatiac se ubica al norte de la provincia de Cajatambo, en el distrito de Copa, en el departamento de Lima.

## Demografía
En 2017 Huatiac tenía una población de 5 habitantes.